# Albert de Thurah
Albert de Thurah (Copenaghen, 1º marzo 1761 – Copenaghen, 2 aprile 1801) è stato un militare e marinaio danese, particolarmente distintosi nel corso della battaglia di Copenaghen del 2 aprile 1801.

## Biografia

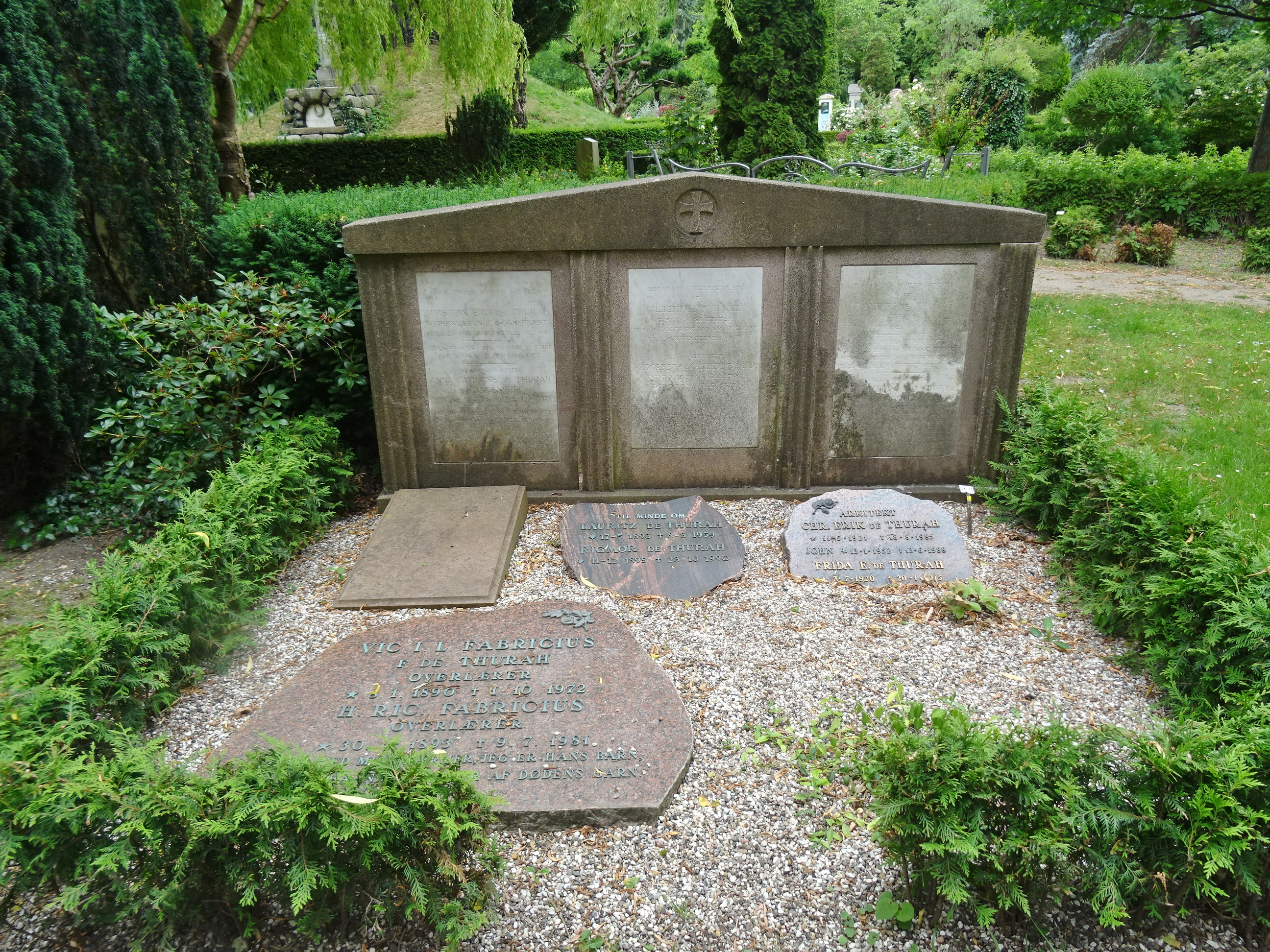
Tomba del capitano de Thurah presso la Chiesa di Holmens.

Nacque a Copenaghen il 1º marzo 1761, figlio del comandante Christian Henrik de Thurah (22 ottobre 1729 - 18 settembre 1812) e di Helene Weinigel (4 marzo 1736 - 11 febbraio 1815). Arruolatosi nella Marina danese,  divenne allievo cadetto presso la Søkadetakademiet nel 1767, cadetto il 7 dicembre 1768, sottotenente il 27 dicembre 1780, primo tenente nel 1789, capitano tenente l'8 gennaio 1796 e capitano il 24 dicembre 1800. Tra il 1780 e il 1781 fu in servizio a bordo della fregata Bornholm (capitano vedi sotto P. Schiønning), e poi si imbarcò come secondo sulla East Indiaman St. Thomas per un periodo di tre anni. Si trasferì quindi, come primo ufficiale, a bordo della fregata Geheimeraad Grev Nloltke operante per la Compagnia danese delle Indie orientali, ritornando a Copenaghen nell'ottobre 1785.
Nel 1788-1789 fu imbarcato sulla fregata Hvide Ørn (capitano G. A. Koefoed), e dal 18 gennaio 1790 venne impiegato ad Arendal per l'arruolamento dei marinai. Nel 1791 fu imbarcato sulla fregata Havfruen passando, nel 1794, sulla fregata Cronborg. Nel 1795 partì con la fregata Freja per le Indie occidentali danesi, dove per 2 anni comandò la goletta Ærø.
Nel 1798 partì con il vascello Oldenborg (comandato dal capitano Anton Frederik von Lützow) per un viaggio verso l'isola di Sant'Elena, e nel 1799 si imbarcò sul vascello Prindsesse Sophia Friderica. Nel marzo 1801, appena guarito da una frattura a una gamba, assunse il comando della nave da blocco Indfødsretten in forza alla squadra di difesa del commodoro Olfert Fischer di base a Reden. Partecipò coraggiosamente alla battaglia del 2 aprile 1801 contro la squadra navale britannica del viceammiraglio Sir Hyde Parker cadendo nel corso dell'azione. Dopo la sua morte il capitano Johan Christian von Schrødersee assunse volontariamente il comando della nave, ma anche questo ufficiale perì nel combattimento.
Il 15 marzo 1793 aveva sposato sua cugina Margrethe Cathrine Behr (26 settembre 1768 - 30 novembre 1828). La salma del capitano de Thurah fu sepolta nel Cimitero di Holmens a Copenaghen.

### Fonti
1. ↑  Gravsted.
2. 1 2  Topsøe-Jensen 1935, Vol.2, p. 609.
3. 1 2 3 4 5 6 7 8 9 10 11  Topsøe-Jensen 1935, Vol.2, p. 610.
4. ↑  Topsøe-Jensen 1935, Vol.2, p. 471.